# Torfkahn

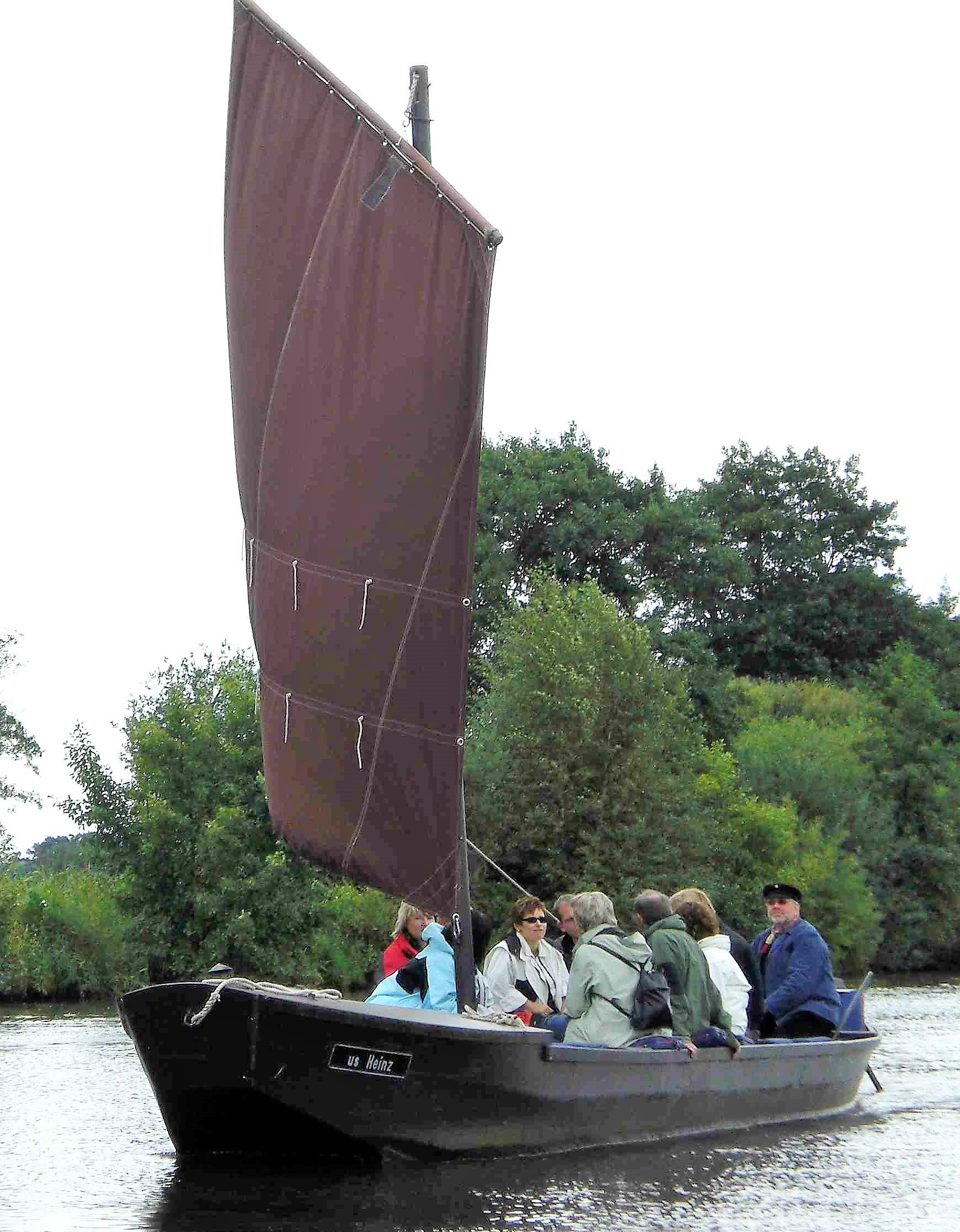
Nachbau eines Torfkahns des „Teufelsmoor-Typs“ auf der Hamme für touristische Nutzung

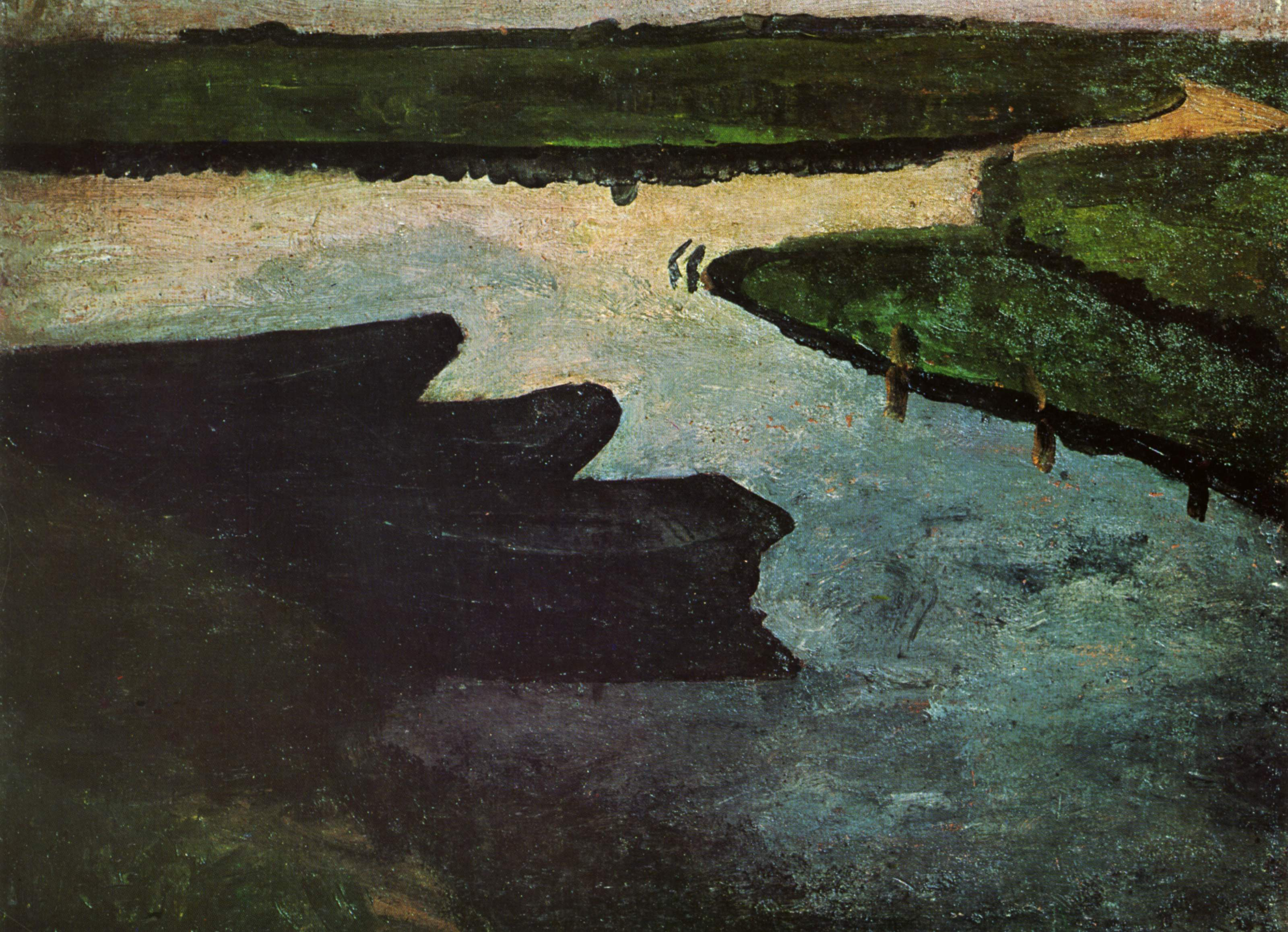
Paula Modersohn-Becker:
Moorkanal mit Torfkähnen (um 1900)

Torfkahn ist eine Bezeichnung für einen Kahn, der als traditionelles Arbeitsboot besonders in Moorgebieten eingesetzt wurde. Er diente beispielsweise für den Transport von Torf im Rahmen des Torfabbaus und der Torfnutzung.
Abhängig vom Land und von der Region wurden verschiedene Arten von Torfkähnen entwickelt. Man unterscheidet zum Beispiel in Norddeutschland:
- Torfkahn (Teufelsmoor)
- Torfkahn (Steinhude)